# Хроника из 754.
Хроника из 754 или Мозарапска хроника (лат. Continuatio HispanaCrónica mozárabe) је хроника на латинском језику коју је саставио мозарапски хроничар у Визиготској Хиспанији. Представља драгоцен извор података о касној историји Визигота у Хиспанији, о раној историји Визиготског краљевства и о маварској инвазији на Иберијско полуострво. Садржи такође најдетаљнији опис битке код Тура 732. године, када је франачки мајордом, Карло Мартел зауставио даље маварско продирање у западну Европу и потиснуо Мавре назад преко Пиринеја.